# Geraldine Leyton
Geraldine Francisca Leyton López (Santiago, 11 de mayo de 1989) es una futbolista chilena. Juega de defensa, preferentemente de lateral por la izquierda, y su equipo actual es Audax Italiano de la Primera División de fútbol femenino de Chile. Además, fue parte de la selección chilena.
Con Colo-Colo consiguió seis títulos nacionales, además de ganar la Copa Libertadores de América Femenina el año 2012. En su paso por el fútbol argentino, alcanzó dos títulos con Boca Juniors. Como jugadora de la selección absoluta de Chile, fue subcampeona de la Copa América Femenina 2018.

## Trayectoria

### Boca Juniors
El 24 de septiembre fichó en el Boca Juniors de Argentina, siendo así la primera futbolista chilena en jugar por un club argentino.

### Sporting Club de Huelva
En mayo de 2018 fichó en el Sporting Club de Huelva de la Primera División femenina de España.

### Santiago Morning
El 27 de marzo de 2019, la jugadora fichó en el Santiago Morning.

## Selección nacional
Con la selección de Chile fue parte vital en la obtención del segundo lugar en la Copa América Femenina de 2018, donde aseguró la clasificación de la selección a la Copa Mundial de 2019.
El 1 de marzo de 2019 anunció su retiro de la selección chilena.

## Estadísticas

### Clubes
ref
| Club                    | País      | Año       |
| ----------------------- | --------- | --------- |
| Colo-Colo               | Chile     | 2007-2012 |
| Boca Juniors            | Argentina | 2012-2016 |
| Colo-Colo               | Chile     | 2017-2018 |
| Sporting Club de Huelva | España    | 2018-2019 |
| Santiago Morning        | Chile     | 2019-2021 |
| Colo-Colo               | Chile     | 2022-2024 |
| Audax Italiano          | Chile     | 2025-     |

## Palmarés

### Títulos nacionales
| Título                 | Club         | País      | Año    |
| ---------------------- | ------------ | --------- | ------ |
| Campeonato de Apertura | Colo-Colo    | Chile     | 2011-A |
| Campeonato de Clausura | Colo-Colo    | Chile     | 2011-C |
| Campeonato de Apertura | Colo-Colo    | Chile     | 2012-A |
| Campeonato de Clausura | Colo-Colo    | Chile     | 2012-C |
| Torneo de Clausura     | Boca Juniors | Argentina | 2013-C |
| Torneo Inicial         | Boca Juniors | Argentina | 2013-I |
| Campeonato de Apertura | Colo-Colo    | Chile     | 2017-A |
| Campeonato de Clausura | Colo-Colo    | Chile     | 2017-C |
| Campeonato Nacional    | Colo-Colo    | Chile     | 2022   |
| Campeonato Nacional    | Colo-Colo    | 🇨🇱 Chile  | 2023   |
| Campeonato Nacional    | Colo- Colo   | 🇨🇱 Chile  | 2024   |

### Títulos internacionales
| Título                     | Club      | País  | Año  |
| -------------------------- | --------- | ----- | ---- |
| Copa Libertadores Femenina | Colo-Colo | Chile | 2012 |